# فيصل بن عبد الله بن عبد العزيز آل سعود
الأمير فيصل بن عبد الله بن عبد العزيز آل سعود (ولد في عام 1969)؛ هو أحد أفراد أسرة آل سعود، وأحد أحفاد مؤسس المملكة العربية السعودية الملك عبد العزيز، كان رئيسًا لجمعية الهلال الأحمر السعودي. وهو عمل سابقًا مستشارًا لرئيس الاستخبارات العامة، حيث شارك في العديد من اللجان داخل المملكة وخارجها. مثّل المملكة في عدد من اللجان المشتركة الدولية، كما أشرف على مجموعة من المكاتب الخارجية. حصل على العديد من الدورات المتخصصة المتقدمة في مختلف دول العالم. إلى جانب ذلك، كان له إسهامات بارزة في الأنشطة الخيرية والإنسانية على المستويين المحلي والدولي.

## حياته
وُلِد الأمير فيصل بن عبد الله بن عبد العزيز آل سعود في 1969. وهو الإبن الخامسل للملك عبد الله بن عبد العزيز آل سعود الذي حكم المملكة العربية السعودية من عام 2005 حتى وفاته في يناير 2015. والدته هي حصة بنت طراد بن سطام الشعلان، وهي الزوجة الأبرز للملك عبد الله. للأمير فيصل ستة أشقاء بما في ذلك منصور بن عبد الله. إحدى أخواته الشقيقات هي عبير بنت عبد الله وهي زوجة فهد بن تركي.
التحق الأمير فيصل بالأكاديمية العسكرية الملكية ساندهيرست، لكنه لم يتمكن من إكمال تعليمه وتركها. تخرج من الجامعة الأمريكية في لندن عام 1983. كما التحق وأكمل دورة خاصة في دراسات الأمن والاستخبارات مع الجيش البريطاني عام 1988.

## زوجاته وأبناؤه
من زوجته الأولى الأميرة نورة بنت أحمد بن عبدالعزيز آل سعود
- الأميرة عبير بنت فيصل بن عبد الله بن عبد العزيز آل سعود.
- الأمير عبد الله بن فيصل بن عبد الله بن عبد العزيز آل سعود. متزوج من الأميرة لطيفة بنت خالد بن عبدالله بن عبدالعزيز آل سعود وله من الأبناء الأمير فيصل والأميرة نورة.
- الأميرة ياسمين بنت فيصل بن عبد الله بن عبد العزيز آل سعود.

من زوجته الثانية الأميرة فهدة بنت حسين بن عبد الرحمن العذل
- الأميرة عاليا بنت فيصل بن عبد الله بن عبد العزيز آل سعود, مخطوبة من الأمير محمد بن فيصل بن محمد بن سعود بن عبدالعزيز آل سعود
- الأميرة حصة بنت فيصل بن عبد الله بن عبد العزيز آل سعود، متزوجة من الأمير أحمد بن سلطان بن عبدالعزيز آل سعود.
- الأمير عبد العزيز بن فيصل بن عبد الله بن عبد العزيز آل سعود.
- الأمير محمد بن فيصل بن عبد الله بن عبد العزيز آل سعود.
- الأميرة هلا بنت فيصل بن عبد الله بن عبد العزيز آل سعود.
- الأميرة نوف بنت فيصل بن عبد الله بن عبد العزيز آل سعود.